# SF Masterworks
SF Masterworks este o serie de cărți science-fiction lansate de Millennium și publicate în prezent de Victor Gollancz Ltd (ambele fiind edituri ale Orion Publishing Group din Marea Britanie). 
A început în 1999 și cuprinde o serie de lucrări selectate din literatura științifico-fantastică începând din 1950 (cu câteva excepții). Lista a fost compilată de către directorul general al Orion Books, Malcolm Edwards, cu ajutorul "scriitorilor și editorilor SF de top" și are obiectivul de a retipări cărți importante. Lista a fost descrisă de scriitorul science fiction Iain M. Banks ca fiind "uimitoare" și "cu adevărat cele mai bune romane din șaizeci de ani de științifico-fantastic".
Lista este însoțită de seria Fantasy Masterworks. De asemenea, a început o serie distinctă Future Classics cu opt romane science fiction din ultimele decenii. 
Gollancz a relansat oficial seria în martie 2010, începând cu reeditarea primelor zece titluri. Aceste titluri au coperte noi (care nu mai sunt numerotate) și introduceri, iar alte titluri existente sunt planificate să fie retipărite. Gollancz a adăugat, de asemenea, noi titluri seriei începând cu luna aprilie 2010. 

## Seria de broșuri numerotate (1999-2009)
| Număr | Titlu                                      | Autor                                | Apariție originală | ISBN          | Apariție Masterworks |
| ----- | ------------------------------------------ | ------------------------------------ | ------------------ | ------------- | -------------------- |
| 1     | The Forever War *                          | Joe Haldeman                         | 1974               | 1-85798-808-6 | 1999                 |
| 2     | I Am Legend                                | Richard Matheson                     | 1954               | 1-85798-809-4 | 1999                 |
| 3     | Cities in Flight                           | James Blish                          | 1950–1962          | 1-85798-811-6 | 1999                 |
| 4     | Do Androids Dream of Electric Sheep?       | Philip K. Dick                       | 1968               | 1-85798-813-2 | 1999                 |
| 5     | The Stars My Destination *                 | Alfred Bester                        | 1956               | 1-85798-814-0 | 1999                 |
| 6     | Babel-17                                   | Samuel R. Delany                     | 1966               | 1-85798-805-1 | 1999                 |
| 7     | Lord of Light                              | Roger Zelazny                        | 1967               | 1-85798-820-5 | 1999                 |
| 8     | The Fifth Head of Cerberus                 | Gene Wolfe                           | 1972               | 1-85798-817-5 | 1999                 |
| 9     | Gateway                                    | Frederik Pohl                        | 1977               | 1-85798-818-3 | 1999                 |
| 10    | The Rediscovery of Man                     | Cordwainer Smith                     | 1950–1966          | 1-85798-819-1 | 1999                 |
| 11    | Last and First Men                         | Olaf Stapledon                       | 1930               | 1-85798-806-X | 1999                 |
| 12    | Earth Abides                               | George R. Stewart                    | 1949               | 1-85798-821-3 | 1999                 |
| 13    | Martian Time-Slip                          | Philip K. Dick                       | 1964               | 1-85798-837-X | 1999                 |
| 14    | The Demolished Man                         | Alfred Bester                        | 1953               | 1-85798-822-1 | 1999                 |
| 15    | Stand on Zanzibar                          | John Brunner                         | 1968               | 1-85798-836-1 | 1999                 |
| 16    | The Dispossessed                           | Ursula K. Le Guin                    | 1974               | 1-85798-882-5 | 1999                 |
| 17    | The Drowned World                          | J. G. Ballard                        | 1962               | 1-85798-883-3 | 1999                 |
| 18    | The Sirens of Titan                        | Kurt Vonnegut                        | 1959               | 1-85798-884-1 | 1999                 |
| 19    | Emphyrio                                   | Jack Vance                           | 1969               | 1-85798-885-X | 1999                 |
| 20    | A Scanner Darkly                           | Philip K. Dick                       | 1977               | 1-85798-847-7 | 1999                 |
| 21    | Star Maker                                 | Olaf Stapledon                       | 1937               | 1-85798-807-8 | 1999                 |
| 22    | Behold the Man                             | Michael Moorcock                     | 1969               | 1-85798-848-5 | 1999                 |
| 23    | The Book of Skulls                         | Robert Silverberg                    | 1972               | 1-85798-914-7 | 1999                 |
| 24    | The Time Machine and The War of the Worlds | H. G. Wells                          | 1895 & 1898        | 1-85798-887-6 | 1999                 |
| 25    | Flowers for Algernon                       | Daniel Keyes                         | 1966               | 1-85798-938-4 | 1999                 |
| 26    | Ubik                                       | Philip K. Dick                       | 1969               | 1-85798-853-1 | 2000                 |
| 27    | Timescape                                  | Gregory Benford                      | 1980               | 1-85798-935-X | 2000                 |
| 28    | More Than Human                            | Theodore Sturgeon                    | 1953               | 1-85798-852-3 | 2000                 |
| 29    | Man Plus                                   | Frederik Pohl                        | 1976               | 1-85798-946-5 | 2000                 |
| 30    | A Case of Conscience                       | James Blish                          | 1958               | 1-85798-924-4 | 2000                 |
| 31    | The Centauri Device                        | M. John Harrison                     | 1975               | 1-85798-997-X | 2000                 |
| 32    | Dr. Bloodmoney                             | Philip K. Dick                       | 1965               | 1-85798-952-X | 2000                 |
| 33    | Non-Stop                                   | Brian Aldiss                         | 1958               | 1-85798-998-8 | 2000                 |
| 34    | The Fountains of Paradise                  | Arthur C. Clarke                     | 1979               | 1-85798-721-7 | 2000                 |
| 35    | Pavane                                     | Keith Roberts                        | 1968               | 1-85798-937-6 | 2000                 |
| 36    | Now Wait for Last Year                     | Philip K. Dick                       | 1966               | 1-85798-701-2 | 2000                 |
| 37    | Nova                                       | Samuel R. Delany                     | 1968               | 1-85798-742-X | 2001                 |
| 38    | The First Men in the Moon                  | H. G. Wells                          | 1901               | 1-85798-746-2 | 2001                 |
| 39    | The City and the Stars                     | Arthur C. Clarke                     | 1956               | 1-85798-763-2 | 2001                 |
| 40    | Blood Music                                | Greg Bear                            | 1985               | 1-85798-762-4 | 2001                 |
| 41    | Jem                                        | Frederik Pohl                        | 1980               | 1-85798-789-6 | 2001                 |
| 42    | Bring the Jubilee                          | Ward Moore                           | 1953               | 1-85798-764-0 | 2001                 |
| 43    | VALIS                                      | Philip K. Dick                       | 1981               | 1-85798-339-4 | 2001                 |
| 44    | The Lathe of Heaven                        | Ursula K. Le Guin                    | 1971               | 1-85798-951-1 | 2001                 |
| 45    | The Complete Roderick                      | John Sladek                          | 1980 & 1983        | 1-85798-340-8 | 2001                 |
| 46    | Flow My Tears, the Policeman Said          | Philip K. Dick                       | 1974               | 1-85798-341-6 | 2001                 |
| 47    | The Invisible Man                          | H. G. Wells                          | 1897               | 1-85798-949-X | 2001                 |
| 48    | Grass                                      | Sheri S. Tepper                      | 1989               | 1-85798-798-5 | 2002                 |
| 49    | A Fall of Moondust                         | Arthur C. Clarke                     | 1961               | 0-575-07317-9 | 2002                 |
| 50    | Eon                                        | Greg Bear                            | 1985               | 0-575-07316-0 | 2002                 |
| 51    | The Shrinking Man                          | Richard Matheson                     | 1956               | 0-575-07463-9 | 2003                 |
| 52    | The Three Stigmata of Palmer Eldritch      | Philip K. Dick                       | 1965               | 0-575-07480-9 | 2003                 |
| 53    | The Dancers at the End of Time             | Michael Moorcock                     | 1974–1976          | 0-575-07476-0 | 2003                 |
| 54    | The Space Merchants                        | Frederik Pohl and Cyril M. Kornbluth | 1953               | 0-575-07528-7 | 2003                 |
| 55    | Time Out of Joint                          | Philip K. Dick                       | 1959               | 0-575-07458-2 | 2003                 |
| 56    | Downward to the Earth                      | Robert Silverberg                    | 1970               | 0-575-07523-6 | 2004                 |
| 57    | The Simulacra                              | Philip K. Dick                       | 1964               | 0-575-07460-4 | 2004                 |
| 58    | The Penultimate Truth                      | Philip K. Dick                       | 1964               | 0-575-07481-7 | 2005                 |
| 59    | Dying Inside                               | Robert Silverberg                    | 1972               | 0-575-07525-2 | 2005                 |
| 60    | Ringworld *                                | Larry Niven                          | 1970               | 0-575-07702-6 | 2005                 |
| 61    | The Child Garden                           | Geoff Ryman                          | 1989               | 0-575-07690-9 | 2005                 |
| 62    | Mission of Gravity                         | Hal Clement                          | 1954               | 0-575-07708-5 | 2005                 |
| 63    | A Maze of Death                            | Philip K. Dick                       | 1970               | 0-575-07461-2 | 2005                 |
| 64    | Tau Zero                                   | Poul Anderson                        | 1970               | 0-575-07732-8 | 2006                 |
| 65    | Rendezvous with Rama                       | Arthur C. Clarke                     | 1972               | 0-575-07733-6 | 2006                 |
| 66    | Life During Wartime                        | Lucius Shepard                       | 1987               | 0-575-07734-4 | 2006                 |
| 67    | Where Late the Sweet Birds Sang            | Kate Wilhelm                         | 1976               | 0-575-07914-2 | 2006                 |
| 68    | Roadside Picnic                            | Arkady and Boris Strugatsky          | 1972               | 0-575-07978-9 | 2007                 |
| 69    | Dark Benediction                           | Walter M. Miller, Jr.                | 1951               | 0-575-07977-0 | 2007                 |
| 70    | Mockingbird                                | Walter Tevis                         | 1980               | 0-575-07915-0 | 2007                 |
| 71    | Dune *                                     | Frank Herbert                        | 1965               | 0-575-08150-3 | 2007                 |
| 72    | The Moon Is a Harsh Mistress *             | Robert A. Heinlein                   | 1966               | 0-575-08241-0 | 2008                 |
| 73 ** | The Man in the High Castle *               | Philip K. Dick                       | 1962               | 0-575-08205-4 | 2009                 |

* De asemenea, publicat în seria hardcover numerotată din 2001 SF Masterworks . 
** Posibil din cauza unei erori de tipărire, The Man in the High Castle (numărul 73) are nr. 72 tipărit pe copertă. 

### Titluri nepublicate
Următoarele au fost anunțate pentru publicare în 2006, dar nu au fost publicate. 
| Titlu              | Autor        | Inițial publicat | ISBN          |
| ------------------ | ------------ | ---------------- | ------------- |
| Camp Concentration | Thomas Disch | 1968             | 0-575-07877-4 |
| 334                | Thomas Disch | 1972             | 0-575-07897-9 |

## Titluri hardcover
Următoarele lucrări au fost tipărite toate în 2001 și au inclus o supracopertă numerotată cu cifre romane. 
| Număr | Titlu                          | Autor                 | Apariție originală | ISBN          |
| ----- | ------------------------------ | --------------------- | ------------------ | ------------- |
| I     | Dune *                         | Frank Herbert         | 1965               | 0-575-07334-9 |
| II    | The Left Hand of Darkness **   | Ursula K. Le Guin     | 1969               | 0-575-07219-9 |
| III   | The Man in the High Castle *   | Philip K. Dick        | 1962               | 0-575-07335-7 |
| IV    | The Stars My Destination * **  | Alfred Bester         | 1956               | 0-575-07337-3 |
| V     | A Canticle for Leibowitz **    | Walter M. Miller, Jr. | 1960               | 0-575-07220-2 |
| VI    | Childhood's End **             | Arthur C. Clarke      | 1953               | 0-575-07263-6 |
| VII   | The Moon Is a Harsh Mistress * | Robert A. Heinlein    | 1966               | 0-575-07336-5 |
| VIII  | Ringworld *                    | Larry Niven           | 1970               | 0-575-07339-X |
| IX    | The Forever War * **           | Joe Haldeman          | 1974               | 0-575-07318-7 |
| X     | The Day of the Triffids **     | John Wyndham          | 1951               | 0-575-07338-1 |

* De asemenea, publicat în seria de broșuri din 1999-2009 SF Masterworks . 
** De asemenea, publicat în seria nouă SF Masterworks (din 2010). 

## Golden Age Masterworks
Pentru a sărbători 20 de ani ale seriei originale SF Masterworks, Gollancz a anunțat o serie Golden Age Masterworks începând cu anul 2019. 
| Titlu                                           | Autor             | Apariție originală | ISBN              | Apariție Masterworks |
| ----------------------------------------------- | ----------------- | ------------------ | ----------------- | -------------------- |
| Doomsday Morning                                | C. L. Moore       | 1957               | 978-1-473-22326-4 | 10 ianuarie 2019     |
| Galactic Patrol                                 | E. E. 'Doc' Smith | 1937               | 978-1-473-22470-4 | 10 ianuarie 2019     |
| Fury                                            | Henry Kuttner     | 1947               | 978-1-473-22255-7 | 10 ianuarie 2019     |
| The Sands of Mars                               | Arthur C. Clarke  | 1951               | 978-1-473-22236-6 | 10 ianuarie 2019     |
| Grey Lensman                                    | E. E. 'Doc' Smith | 1940               | 978-1-473-22471-1 | 7 februarie 2019     |
| Earthlight                                      | Arthur C. Clarke  | 1955               | 978-1-473-22237-3 | 7 februarie 2019     |
| Second Stage Lensman                            | E. E. 'Doc' Smith | 1942               | 978-1-473-22472-8 | 7 March 2019         |
| Northwest of Earth                              | C. L. Moore       | 1954               | 978-1-473-22254-0 | 7 martie 2019        |
| Children of the Lens                            | E. E. 'Doc' Smith | 1947               | 978-1-473-22473-5 | 4 aprilie 2019       |
| Jirel of Joiry                                  | C. L. Moore       | 1934               | 978-1-473-22252-6 | 4 aprilie 2019       |
| Against the Fall of Night                       | Arthur C. Clarke  | 1953               | 978-1-473-22234-2 | 2 mai 2019           |
| Judgement Night: A Selection of Science Fiction | C. L. Moore       | 1952               | 978-1-473-22253-3 | 13 iunie 2019        |

## 2011 - a 50-a aniversare a titlurilor hardcover
Pentru a sărbători cea de-a 50-a aniversare a editurii Gollancz, în 2011 titlurile "top zece" au fost alese pe baza votului cititorilor  (dintr-o listă selectată de Gollancz). Ele au fost publicate cu coperte galbene iconice și au inclus noi introduceri de la autori recenți. 
| Număr | Titlu                                | Autor            | Apariție originală | ISBN          |
| ----- | ------------------------------------ | ---------------- | ------------------ | ------------- |
| 1     | The Book of the New Sun              | Gene Wolfe       | 1980-1983          | 0-575-11673-0 |
| 2     | Do Androids Dream of Electric Sheep? | Philip K. Dick   | 1968               | 0-575-11676-5 |
| 3     | Flowers for Algernon                 | Daniel Keyes     | 1966               | 0-575-11674-9 |
| 4     | I Am Legend                          | Richard Matheson | 1955               | 0-575-11670-6 |
| 5     | Dune                                 | Frank Herbert    | 1965               | 0-575-11678-1 |
| 6     | The Lies of Locke Lamora             | Scott Lynch      | 2006               | 0-575-11672-2 |
| 7     | Eric                                 | Terry Pratchett  | 1990               | 0-575-11669-2 |
| 8     | Hyperion                             | Dan Simmons      | 1989               | 0-575-11677-3 |
| 9     | The Name of the Wind                 | Patrick Rothfuss | 2007               | 0-575-11671-4 |
| 10    | The Time Machine                     | H. G. Wells      | 1895               | 0-575-11675-7 |